# كولين ميلر (مجدفة)
كولين ميلر (بالإنجليزية: Colleen Miller)‏ هي مجدفة كندية، ولدت في 30 ديسمبر 1967 في Matlock, Manitoba ‏ في كندا.

## وصلات خارجية
- كولين ميلر على موقع الاتحاد الدولي للتجديف (الإنجليزية)
- كولين ميلر على موقع اللجنة الأولمبية الدولية (الإنجليزية)
- كولين ميلر على موقع أوليمبيديا (الإنجليزية)